# HMS Test (K239)
«Тест» (англ. HMS Test (K239) — військовий корабель, фрегат типу «Рівер» Королівського військово-морського флоту Великої Британії за часів Другої світової війни та Королівських ВМС Індії в післявоєнний час.

## Історія створення
Фрегат «Тест» був закладений 15 серпня 1941 року на верфі компанії Hall, Russell & Company в Абердині. 30 травня 1942 року він був спущений на воду, а 12 жовтня 1942 року відразу увійшов до складу Королівських ВМС Великої Британії.

## Бойовий шлях
26 травня 1943 року британські фрегат «Тест» і корвет «Гайдарабад» потопили західніше мису Ортегаль глибинними бомбами німецький підводний човен U-436 з капітаном Г. Зейбікке та усім екіпажем.